# BBS Kraftfahrzeugtechnik
BBS Kraftfahrzeugtechnik AG – niemieckie przedsiębiorstwo z siedzibą w Schiltach produkujące felgi z metali lekkich. Jego produkty używane są głównie w tuningu samochodów i sportach motorowych, między innymi w Formule 1. BBS zatrudnia około 1200 pracowników, z tego ok. 750 w Niemczech, w Schiltach i Herbolzheim. W 2005 obroty koncernu wynosiły 189,8 miliona euro, a strata 1,7 miliona euro. 2 lutego 2007 z powodu utraty płynności finansowej przedsiębiorstwo ogłosiło upadłość.

## Historia

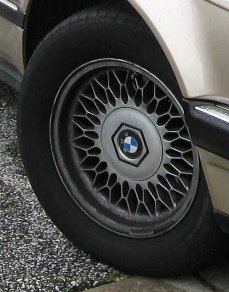
Felga BBS z lat 90. z wzorem plastra miodu

W 1970 r. Heinrich Baumgartner i Klaus Brand założyli przedsiębiorstwo BBS. Firma przedsiębiorstwa pochodzi od nazwisk założycieli i miasta, w którym firma powstała (Baumgartner Brand Schiltach). Pierwotnie przedsiębiorstwo zajmowało się produkcją części karoseryjnych z tworzyw sztucznych. Dwa lata później BBS zaczęło produkować pierwsze trzyczęściowe felgi dla samochodów wyścigowych. W 1976 powstała pierwsza zagraniczna spółka-córka we Francji. Następne powstały w Japonii, USA, Włoszech, Holandii i Hiszpanii. Oprócz tego w Chinach utworzono joint venture. Pierwsza felga dla seryjnego samochodu pojawiła się w 1983 r. W 1987 r. szybko rozwijające się przedsiębiorstwo weszło na giełdę.
W sierpniu 2006 zarząd ogłosił, że z powodu szybko rosnących cen aluminium należy liczyć się z wysokim spadkiem zysku. Ostrzeżenie o spadku zysków zostało ogłoszone 17 stycznia 2007. Niedługo potem ogłoszona została zmiana w radzie nadzorczej; były minister gospodarki Badenii-Wirtembergii Walter Döring z FDP miał zastąpić Hansa-Petera Hirnera. 6 lutego 2007 przedsiębiorstwo ogłosiło niewypłacalność. Zgodnie z informacjami z przedsiębiorstwa jeszcze poprzedniej nocy trwały, nieskuteczne, próby ratowania go przy współpracy dużych klientów i banków. Już tydzień wcześniej amerykański bank Morgan Stanley, który wcześniej odkupił długi BBS od Volksbanku Kinzigtal, wycofał się z operacji ratowania przedsiębiorstwa.
W marcu 2007 syndyk Jobst Wellensiek ogłosił, że jest ponad 30 chętnych do zakupu przedsiębiorstwa. 29 czerwca 2007 BBS zostało sprzedane belgijskiemu przedsiębiorstwu Punch International NV. Punch chce zachować oddziały w Schiltach i Herbolzheim.
Z BBS AG i BBS GmbH powstało 1 sierpnia 2007 BBS International GmbH.